# Bisdom Cabinda
Het bisdom Cabinda (Latijn: Dioecesis Cabindana) is een rooms-katholiek bisdom met als zetel Cabinda, in Angola. Het bisdom is suffragaan aan het aartsbisdom Luanda. 

## Geschiedenis
Het bisdom werd opgericht op 2 juli 1984, uit delen van het aartsbisdom Luanda. 

## Parochies
Het bisdom had in 2021 een oppervlakte van 7.283 km2 en telde 762.000 inwoners waarvan 74,2% rooms-katholiek was.

## Bisschoppen
- Paulino Fernandes Madeca (2 juli 1984 - 11 februari 2005)
- Filomeno do Nascimento Vieira Dias (11 februari 2005 - 8 december 2014; apostolisch administrator: 8 december 2014 - 7 oktober 2018)
- Belmiro Cuica Chissengueti (3 juli 2018 - heden)